# Thomas Brackett Reed

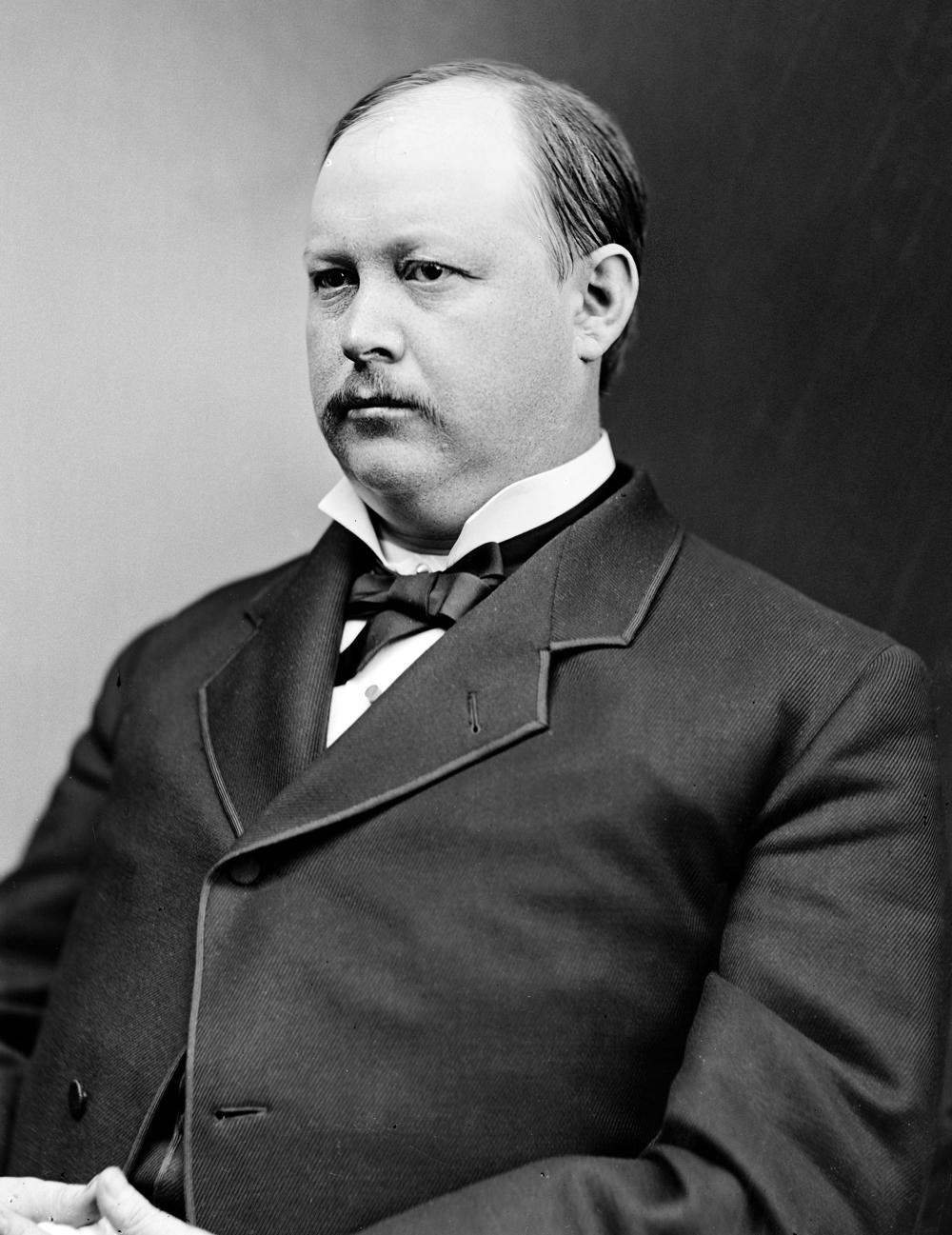
Thomas Brackett Reed

Thomas Brackett Reed (* 18. Oktober 1839 in Portland,  Maine; † 7. Dezember 1902 in Washington, D.C.) war ein US-amerikanischer Politiker. Zwischen 1877 und 1899 vertrat er den Bundesstaat Maine im US-Repräsentantenhaus. In dieser Zeit war er zweimal Sprecher des Repräsentantenhauses.

## Werdegang
Thomas Reed besuchte die öffentlichen Schulen seiner Heimat und danach bis 1860 das Bowdoin College in Brunswick. In der Endphase des Bürgerkrieges war er zwischen April 1864 und November 1865 in der US-Marine als stellvertretender Zahlmeister tätig. Nach einem Jurastudium und seiner im Jahr 1865 erfolgten Zulassung als Rechtsanwalt begann er in Portland in seinem neuen Beruf zu praktizieren. Politisch war Reed Mitglied der Republikanischen Partei. In den Jahren 1868 und 1869 saß er als Abgeordneter im Repräsentantenhaus von Maine; 1870 gehörte er dem Staatssenat an. Zwischen 1870 und 1872 amtierte Reed als Attorney General von Maine, von 1874 bis 1877 war er juristischer Vertreter der Stadt Portland.
1876 wurde Reed als Kandidat im ersten Wahlbezirk von Maine in das US-Repräsentantenhaus in Washington gewählt. Dort trat er am 4. März 1877 die Nachfolge von John H. Burleigh an. Nach insgesamt elf Wiederwahlen konnte er bis zu seinem Rücktritt am 4. September 1899 im Kongress verbleiben. Zwischen 1889 und 1891 sowie nochmals von 1895 bis 1899 war er Präsident (Speaker) der Kammer. Dabei gelang es ihm, diesem Amt mehr Gewicht und Einfluss zu verleihen. Reed war auch zwischen 1881 und 1883 Vorsitzender des Rechtsausschusses. Außerdem war er mehrfach Mitglied im Committee on Rules. In seine Zeit im Kongress fiel auch der Spanisch-Amerikanische Krieg von 1898, mit dem Reed nicht einverstanden war. Damals kamen unter anderem die Philippinen und Hawaiʻi unter amerikanische Verwaltung.
Im Jahr 1896 spekulierte Thomas Reed auf die Nominierung seiner Partei für die Präsidentschaftswahlen. Dabei musste er sich aber William McKinley geschlagen geben. Nach seinem Rücktritt im September 1899 zog Reed nach New York, wo er als Rechtsanwalt arbeitete. Er starb am 7. Dezember 1902 während eines Besuchs in der Hauptstadt Washington und wurde in Portland beigesetzt.